# Vladislav Arventii
Vladislav Arventii (19 de agosto de 1993) es un deportista moldavo que compitió en taekwondo. Ganó dos medallas de bronce en el Campeonato Europeo de Taekwondo, en los años 2010 y 2014.

## Palmarés internacional
| Campeonato Europeo | Campeonato Europeo      | Campeonato Europeo | Campeonato Europeo |
| Año                | Lugar                   | Medalla            | Categoría          |
| ------------------ | ----------------------- | ------------------ | ------------------ |
| 2010               | San Petersburgo (Rusia) | Medalla de bronce  | –63 kg             |
| 2014               | Bakú (Azerbaiyán)       | Medalla de bronce  | –68 kg             |